# Helene Demuth
Helene "Lenchen" Demuth (31 de diciembre de 1820 - 4 de noviembre de 1890) fue la ama de llaves de Jenny y Karl Marx, y luego se desempeñó como administradora de hogar y confidente política de Friedrich Engels.

## Biografía
Helene Demuth nació de padres campesinos el 31 de diciembre de 1820 en Sankt Wendel, en el actual Sarre. Cuando era adolescente fue adoptada en la casa de von Westphalen, para trabajar como empleada doméstica. En 1843 Karl Marx se casó con Jenny von Westphalen. Helene Demuth se unió a su hogar en abril de 1845 en Bruselas, donde fue enviada por la madre de Jenny. Se quedó con los Marx como ama de llaves de toda la vida, amiga y confidente política, y la familia la conocía comúnmente por los apodos de Lenchen o Nim. 

Después de la muerte de Marx en marzo de 1883, Helene Demuth se mudó a la casa de Engels, donde dirigía la casa. La pareja trabajó en conjunto para organizar la publicación del patrimonio literario de Marx, descubriendo en el proceso el manuscrito a partir del cual Engels pudo reconstruir el segundo volumen de Das Kapital. La amiga de Eleanor Marx, Marian Comyn, la describió así: 
"Era una anciana de tez fresca, que llevaba pendientes de oro y una redecilla de chenilla sobre el cabello, y que se reservaba el derecho de hablar su mente, incluso para el augusto doctor. Su mente era recibida con respeto, incluso mansedumbre, por toda la familia, excepto por Eleanor, que la desafiaba con frecuencia".
En octubre de 1890, a Helene le diagnosticaron cáncer. Murió en Londres el 4 de noviembre de ese año a la edad de 69 años. De acuerdo con los deseos de Jenny Marx, fue enterrada en la tumba de la familia Marx y luego enterrada de nuevo en la tumba de Karl Marx en el cementerio de Highgate. 

### Frederick Demuth
El 23 de junio de 1851, Helene Demuth dio a luz a un niño, Henry Frederick Demuth, cuyo certificado de nacimiento dejó en blanco el nombre del padre. La mayoría de los estudiosos aceptan que el niño había sido engendrado por Karl Marx, una opinión que refleja la correspondencia sobreviviente de la familia Marx y su círculo más amplio, así como el hecho de que la esposa de Marx había estado en un viaje al extranjero nueve meses antes del nacimiento. Al bebé se le dio el primer nombre de Friedrich Engels, y la correspondencia familiar sugiere que Engels, soltero y que vivía en Mánchester, amigo personal más cercano de Karl Marx, reclamó la paternidad del niño, posiblemente en un esfuerzo por preservar el matrimonio de Marx. 
Sin embargo, la paternidad del niño sigue siendo un tema de discusión, y el académico Terrell Carver afirma que, aunque se ha afirmado desde 1962 que Marx era el padre, "esto no está bien fundamentado en los materiales documentales disponibles", y agregó que "el chisme" no está respaldado por "evidencia directa que tenga una relación inequívoca sobre este asunto".
Poco después del nacimiento, el bebé, Frederick Lewis Demuth (1851-1929), fue puesto con una familia adoptiva de clase obrera en Londres llamada Lewis. Más tarde se formó como fabricante de herramientas, y participó activamente en la Amalgamated Engineering Union y fue miembro fundador del Partido Laborista en Hackney. Eleonor Marx lo conoció algún tiempo después de la muerte de su padre y lo convirtió en un amigo de la familia.